# Dag Holmen-Jensen
Dag Holmen-Jensen (16 maggio 1954) è un ex saltatore con gli sci norvegese.
Nelle liste FIS è registrato come Dag Holmen Jensen e come Dag Jensen Holmen.

## Biografia
In Coppa del Mondo esordì il 30 dicembre 1979 a Oberstdorf (45°) e ottenne l'unica vittoria, nonché unico podio, il 22 marzo 1981 a Planica.

## Palmarès

### Coppa del Mondo
- Miglior piazzamento in classifica generale: 17º nel 1981 e nel 1982
- 1 podio (individuale):
  - 1 vittoria

#### Coppa del Mondo - vittorie
| Data          | Località | Nazione  | Trampolino               |
| ------------- | -------- | -------- | ------------------------ |
| 22 marzo 1981 | Planica  | Slovenia | Bloudkova velikanka K120 |